# Apol·lònides d'Esparta
Apol·lònides d'Esparta (en llatí Apollonides, en grec Ἀπολλωνίδης), fou un funcionari espartà que el 181 aC va ser nomenat un dels tresorers encarregats de comprovar el sistema que per desviar diners públics havia estat organitzat durant un temps pel demagog Queró.
Queró es va adonar que el personatge principal del que calia guardar-se era Apol·lònides i va enviar uns emissaris que el van assassinar, segons explica Polibi.